# Утяганово (Бураєвський район)
Утяга́ново (рос. Утяганово, башк. Үтәгән) — присілок у складі Бураєвського району Башкортостану, Росія. Входить до складу Тазларовської сільської ради.
Населення — 135 осіб (2010; 147 у 2002).
Національний склад:
- башкири — 100 %